# Canton de Cergy-Sud
Le canton de Cergy-Sud est une ancienne division administrative française, située dans le département du Val-d'Oise et la région Île-de-France.

## Historique
Le canton d'Osny et celui de Cergy ont été créés en 1976 (décret du 22 janvier 1976) en divisant le Canton de Pontoise.
Ils ont disparu en 1985 (décret du 31 janvier 1985), permettant de créer :

- le Canton de Cergy-Nord
- le Canton de Cergy-Sud
- le Canton de l'Hautil

## Composition
| Nom               | Code Insee | Intercommunalité     | Superficie (km2) | Population (dernière pop. légale) | Densité (hab./km2) |
| ----------------- | ---------- | -------------------- | ---------------- | --------------------------------- | ------------------ |
| Cergy (chef-lieu) | 95127      | CA de Cergy-Pontoise | 11,65            | 62 979 (2014)                     | 5 406              |
| Éragny            | 95218      | CA de Cergy-Pontoise | 4,72             | 16 496 (2014)                     | 3 495              |

Seule une fraction de la commune de Cergy (16 763 habitants en 2011) fait partie du canton.

## Représentation
| Période | Période           | Identité                 | Étiquette | Qualité |
| ------- | ----------------- | ------------------------ | --------- | --- |
| 1985    | 1987 (annulation) | Jean-Marie Chaussonnière | RPR       | Avocat à Cergy |
| 1987    | 2011 (démission)  | Dominique Gillot         | PS        | Institutrice Députée (1997-1999) Secrétaire d'État (1999-2002) Maire d'Éragny (2001-2014) Ancienne Première Vice-Présidente du Conseil Général Sénatrice (2011-2017) |
| 2011    | 2015              | Antoine Bonneval         | PS        | Professeur, Institut d'Education, Université de Cergy-Pontoise Ancien premier adjoint au maire de Cergy                                                              |

## Démographie
| 1990   | 1999   | 2006   | 2011   | 2012   |
| ------ | ------ | ------ | ------ | ------ |
| 32 097 | 32 969 | 32 297 | 33 675 | 34 811 |